# Jiří Kučera (1952–1994)
Jiří Kučera (21. listopadu 1952 Polička – 26. srpna 1994 Hradec Králové) byl český pedagog, vysokoškolský učitel, literární teoretik, regionalista.

## Život
Narodil se v Poličce. Dětství prožil na Františkách u Krouny. V letech 1968–1971 studoval Střední všeobecně vzdělávací školu v Hlinsku. V letech 1971–1975 studoval obor český jazyk a literatura a dějepis na Pedagogické fakultě v Hradci Králové, kde obhájil diplomovou práci o pomístních jménech na Františkách. Po absolvování vojenské služby v roce 1976 učil na základních školách v Moravské Chrastové a v Krouně. Od zimního semestru 1984/1985 byl odborným asistentem katedry českého jazyka a literatury Pedagogické fakulty v Hradci Králové (KČJL PdF HK), zde působil i jako tajemník katedry a v letech 1989–1990 několik měsíců jako vedoucí katedry. V roce 1985 získal titul doktor pedagogiky. V letech 1990–1994 pracoval v redakční radě časopisu Češtinář při KČJL PdF HK.[zdroj?]
Byl ženatý.
Zemřel 26. 8. 1994 v Hradci Králové.

## Dílo
Jako literární teoretik se zabýval didaktikou literatury, literaturou pro děti a mládež a starší českou literaturou. Tento zájem ho přivedl k hlubší specializaci na regionální literaturu se zvláštním zřetelem k autorům Chrudimska. Shromáždil velké množství autentického materiálu spisovatelů tohoto regionu. Publikoval ve Zpravodaji místopisné komise ČSAV, v Chrudimských vlastivědných listech, v Češtináři. Při KČJL PdF HK sestavil autorský kolektiv se záměrem vytvoření slovníku autorů východních Čech. Z toho záměru byl realizován třídílný slovník Spisovatelé Chrudimska, pro který mj. sepsal hesla k J. Adámkovi, K. V. Adámkovi, F. Čuprovi, J. Th. Doležalovi, A. Hlineckém, G. R. Opočenském, A. F. Rybičkovi, J. Sahulovi, J. Šotolovi, V. Broučkovi, J. Zhorovi, J. L. Zieglerovi. Ve spoluautorství s Jiřím Zemanem knižně vydal Výslovnost a skloňování cizích osobních jmen v češtině. Anglická osobní jména. Oba tituly již vyšly posmrtně. Na poli české jazykovědy se věnoval onomastice.[zdroj?]